# معتمدية سيدي بوعلي
معتمدية سيدي بوعلي إحدى معتمديات الجمهورية التونسية، تابعة لولاية سوسة.
1. 1 2 3 4 5 6 7  "المناطق الترابية (العمادات) حسب الولايات والمعتمديات". اطلع عليه بتاريخ 2024-11-30.